# كوينتن برايس
كوينتن برايس (بالإنجليزية: Quentin Bryce)‏ (و. 1942  م) هي مُدرسة، ومحامية، وسياسية أسترالية، ولدت في بريزبان.

## مناصب
تولت منصب الحاكم العام لأستراليا (5 سبتمبر 2008–28 مارس 2014)
- Governor of Queensland [الإنجليزية]‏ (29 يوليو 2003–29 يوليو 2008)

.

## التعليم
تعلمت في جامعة كوينزلاند
.

## جوائز
حصلت على جوائز منها:
- Dame of the Order of Australia ‏ (19 مارس 2014)[6]
- الوسام الملكي الفيكتوري من رتبة قائد (26 أكتوبر 2011)
- وصيف وسام أستراليا (30 أبريل 2003)[7]
- ميدالية الذكرى المئوية (1 يناير 2001)[8]
- وسام الرياضة الاسترالية  [لغات أخرى]‏ (5 ديسمبر 2000)[9]
- نيشان أستراليا من رتبة ضابط (26 يناير 1988)[10]

## روابط خارجية
- كوينتن برايس على موقع الموسوعة البريطانية (الإنجليزية)
- كوينتن برايس على موقع مونزينجر (الألمانية)